# Серлио, Себастьяно
Себастьяно Серлио (итал. Sebastiano Serlio; 6 сентября 1475, Болонья—1554, Фонтенбло) — итальянский живописец, сценограф, архитектор и теоретик архитектуры эпохи позднего итальянского Возрождения и маньеризма школы Фонтенбло. Один из ведущих теоретиков искусства эпохи. Известен своим трактатом «Семь книг об архитектуре», который способствовал распространению архитектурного языка классицизма во многих странах Европы «Севернее Альп» на фоне маньеристических тенденций того времени.

## Биография

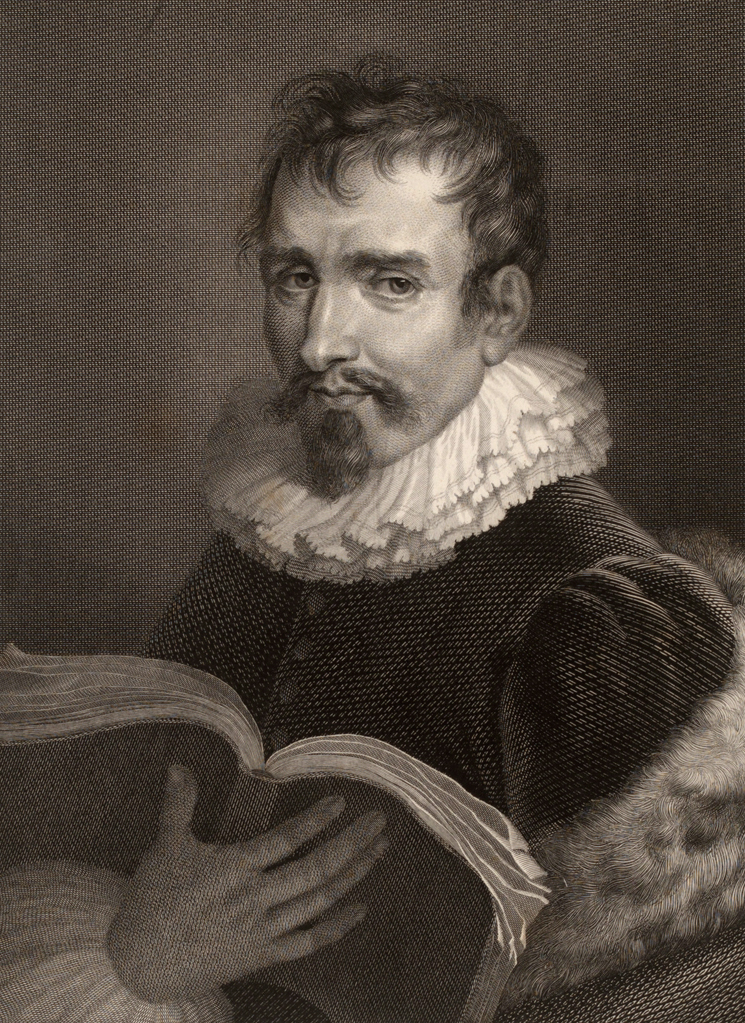
Портрет С. Серлио. Гравюра В. Раджио. 1830

Себастьяно Серлио родился в Болонье, он был сыном скорняка, члена гильдии кожевников Бартоломео ди Антонио (имя матери неизвестно). Из своего родного города, поработав в Пезаро «мастером по дереву» (вероятно, владел и другими ремёслами), он в 1514 году переехал в Рим, где сотрудничал в мастерской Бальдассаре Перуцци, занимаясь строительными, живописными и мозаичными работами. Позднее, по собственному признанию Серлио, он использовал этот опыт, а также рисунки и чертежи, для составления своего трактата.
После разрушительного разграбления Рима в 1527 году ландскнехтами императора Карла V Габсбурга (итал. Sacco di Roma) Себастьяно Серлио вместе с другими художниками укрылся в Венеции, куда прибыл уставшим и больным настолько, что счёл уместным продиктовать завещание.
В Венето, где он оставался до 1541 года, Серлио посещал кружок интеллектуалов, писателей и художников, таких как Тициан, Микеле Санмикели, Пьетро Аретино и Франсиско де Оланда, а также круги евангелистских и антипапских деятелей церкви.
В 1541 году французский король Франциск I, набирая художников для офoрмления своих резиденций, пригласил Серлио приехать во Францию «живописцем и архитектором короля» при дворе в Фонтенбло. Однако Серлио к своему разочарованию не имел возможности создавать значительные произведения, поскольку встречал сопротивление со стороны французских мастеров-строителей и подрядчиков. Не сумев обрести достойное место при королевском дворе, он посвятил себя написанию трактата, а также выполнял заказы других лиц, таких как кардинал ди Турнон или кардинал Ипполито II д’Эсте.
После смерти короля в 1547 году его преемник Генрих II вообще отстранил Серлио от придворных заказов. Некоторое время Себастьяно жил в Лионе (1549—1553), в 1553 году вернулся в Фонтенбло.

## Архитектурное и научное творчество. «Семь книг об архитектуре»

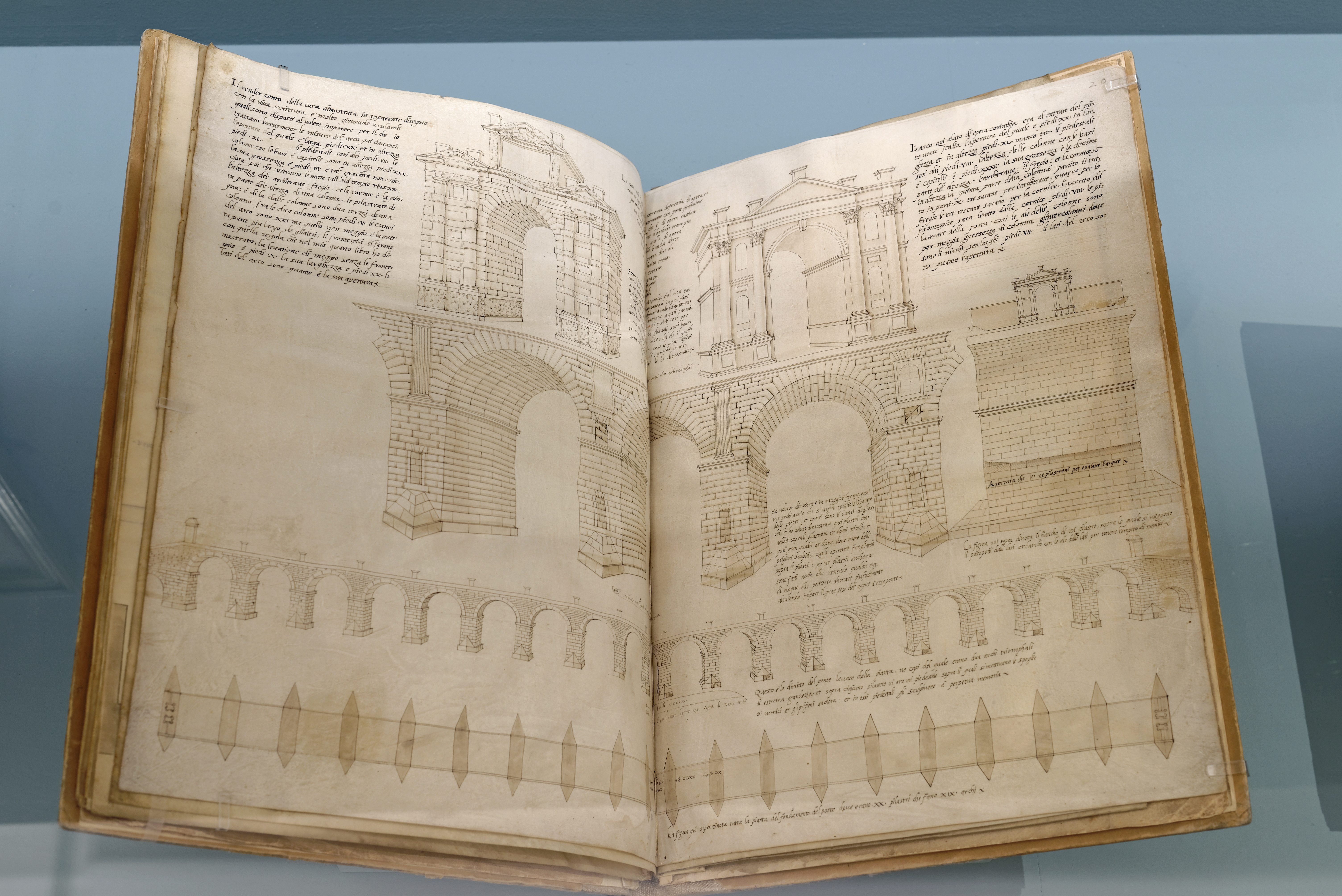
Разворот восьмой книги об архитектуре

Себастьяно Серлио, не сумев профессионально зарекомендовать себя в сложной венецианской среде, тем не менее способствовал распространению классицистического архитектурного языка римской школы в Венеции. В свои позднейшие проекты и постройки Серлио вводил причудливые рустованные колонны, чередуя поверхности гладкого и необработанного камня, что сближало его произведения с распространёнными в окрестностях Рима постройками в «сельском стиле». Его именем названа ордерная ячейка оконного или дверного проёма — серлиана.
В 1528 году Серлио опубликовал девять таблиц, посвящённых архитектурным ордерам, награвированных Агостино Венециано, которые имели большое распространение.
В 1539 году Серлио отправился в Виченцу в качестве консультанта на строительстве «Базилики» и, скорее всего, встретил там Андреа Палладио. Серлио внёс значительный вклад в историю театральной сценографии, прежде всего в эволюцию конструкции сцены эпохи Возрождения. В 1539 году в Виченце Серлио участвовал в строительстве временного театра из дерева. Во Второй книге своего трактата о «Перспективе», Серлио иллюстрирует теорию «новой сцены» введением декораций, сделанных в перспективе и в трёх измерениях, на наклонном подиуме (до него сценографы использовали нарисованные на вертикальной плоскости фоны, максимум с некоторыми рельефными элементами). Его иллюстрации теории Витрувия о трёх основных типах римского театра («трагическом», «комическом» и «сатирическом») станут, несмотря на критику других сценографов и архитекторов (например, Даниэле Барбаро, который оспаривал его изобретательность несовпадением точки зрения сценографа с точкой зрения зрителя) стали важным ориентиром театральной практики последующих лет, направленной на примирение, как и во всей художественной культуре того времени, канонов классицизма и новых требований реалистического изображения мира.
В период 1537—1551 годов Себастьяно Серлио работал над трактатом «Семь книг об архитектуре Себастьяно Серлио из Болоньи» (I Sette libri dell’architettura di Sebastiano Serlio bolognese). Позднее было опубликовано восемь книг с гравюрами, представляющими «знаменитые памятники древней и новой архитектуры», а также детали оформления интерьера: вазы, камины, зеркала, порталы, десюдепорты.
Книги издавались не порядку. Первой в 1537 году увидела свет четвёртая книга, озаглавленная «Общие правила архитектуры» (итал. Regole generali d'architettura). Книга была переведена на фламандский язык всего через два года после первого издания, на немецкий — в 1542 году, на французский — в 1545 году, на испанский — в 1550 году. В этой книге помимо прочего Серлио представил общий план всей работы.
В 1540 году опубликована «Третья книга, в которой изображены и описаны древности Рима» (Terzo libro, nel quale si figurano e si descrivono le antiquità di Roma). Она имела посвящение Франциску I и принесла Серлио приглашение во Францию ко двору в Фонтенбло. Наряду с изображениями древних памятников в ней показаны современные постройки, в том числе Донато Браманте, Рафаэля и Бальдассаре Перуцци. Особенно ценными с документально-исторической точки зрения являются рисунки, иллюстрирующие некоторые из проектов Браманте в предварительных набросках, такие, как, к примеру, первый эскиз Темпьетто в Риме.
Первая и вторая книги, одна из которых посвящена геометрии и математическим основам архитектуры, а другая — перспективе и сценографии, были завершены во время пребывания автора в Фонтенбло и опубликованы в Париже в 1545 году двуязычным изданием, как и следующая пятая книга с переводом архитектора Жана Мартена, который в последующие годы станет первым французским переводчиком Витрувия.
Книга пятая была также издана во Франции в 1547 году и также в двуязычном издании. Последующие книги были опубликованы в Лионе, но при жизни автора увидели свет только пять книг. В шестой книге приводятся различные проекты. Восьмую книгу, посвященную военной архитектуре (рукопись с текстами на латыни и итальянском языке хранится в Мюнхене) многие специалисты считают не предназначавшейся трактата. Неясно также, какое название имел ввиду Серлио для трактата в целом — возможно, «Общие правила архитектуры».
В 1551 году в Лионе была издана «Экстраординарная книга» (il Libro Extraordinario), — приложение, не предусмотренное редакционным планом, предложенным Серлио тринадцатью годами ранее. В ней, настоящей антологии маньеристских вольностей, Серлио проявляет свою изобретательскую силу и определенный антивитрувианский дух, предлагая удивительные архитектурные решения, основанные на использовании тёсаного камня и «сельского стиля». Это книга, состоящая почти исключительно из гравюр на меди, содержит, в том числе, пятьдесят образцов монументальных порталов, сопровождаемых краткими подписями и введением на итальянском и французском языках.
Наиболее известны компендиумы в качестве пяти или семи книг в зависимости от их содержания. Часто их называют просто «Architettura Serlio», другие издания именуют «Tutte L’Opere D’Architettura et Prospettiva» («Все произведения архитектуры и перспективы»). В 1600 году в Венеции и в 1619 году в Болонье вышло обширное собрание гравюр и комментариев к ним С. Серлио и В. Скамоцци. Полное издание трактата осуществлено в двухтомном английском переводе 1996—2001 годов.
Трактат Серлио и его деятельность во Франции оказали значительное влияние на формирование европейского и, прежде всего, французского классицизма, а также маньеризма и барокко XVII столетия. Серлио является автором трактата, в котором описан опыт проектирования и строительства закрытого театрального здания итальянского типа. Также он впервые со времён античности дал изображение египетского Большого сфинкса. В документах художник назван одним из родоначальников жанра «фигур-обманок».

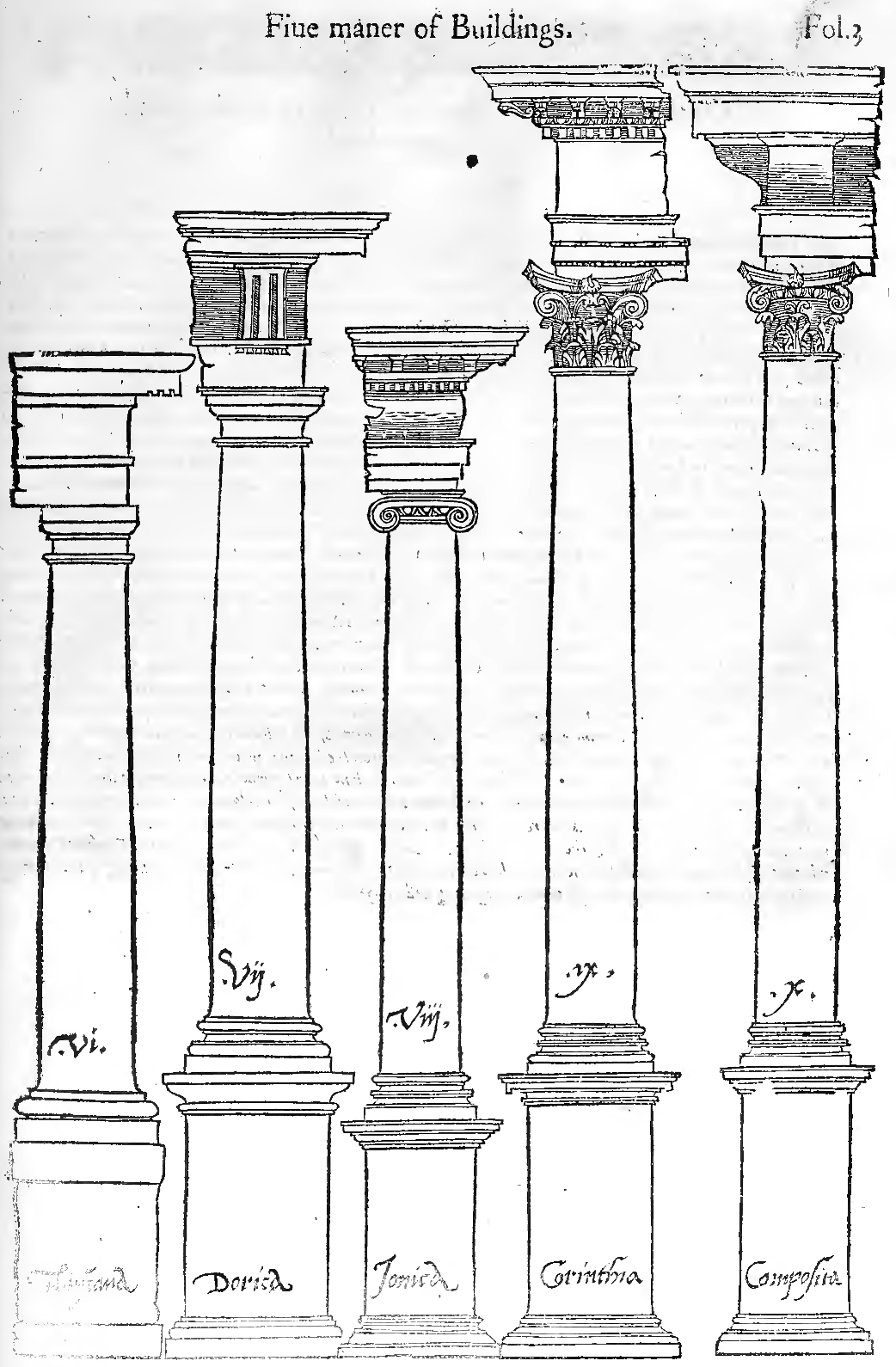
Пять ордеров архитектуры. Гравюра из лондонского издания 1611 г.
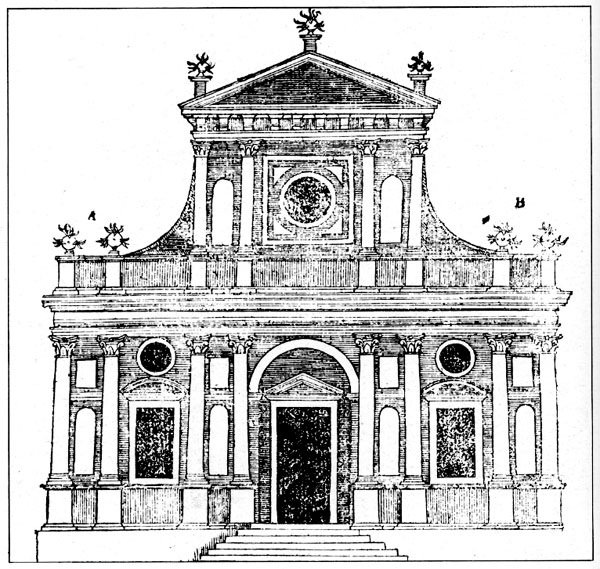
Фасад церкви. Гравюра на дереве из венецианского издания четвёртой книги трактата 1537 года
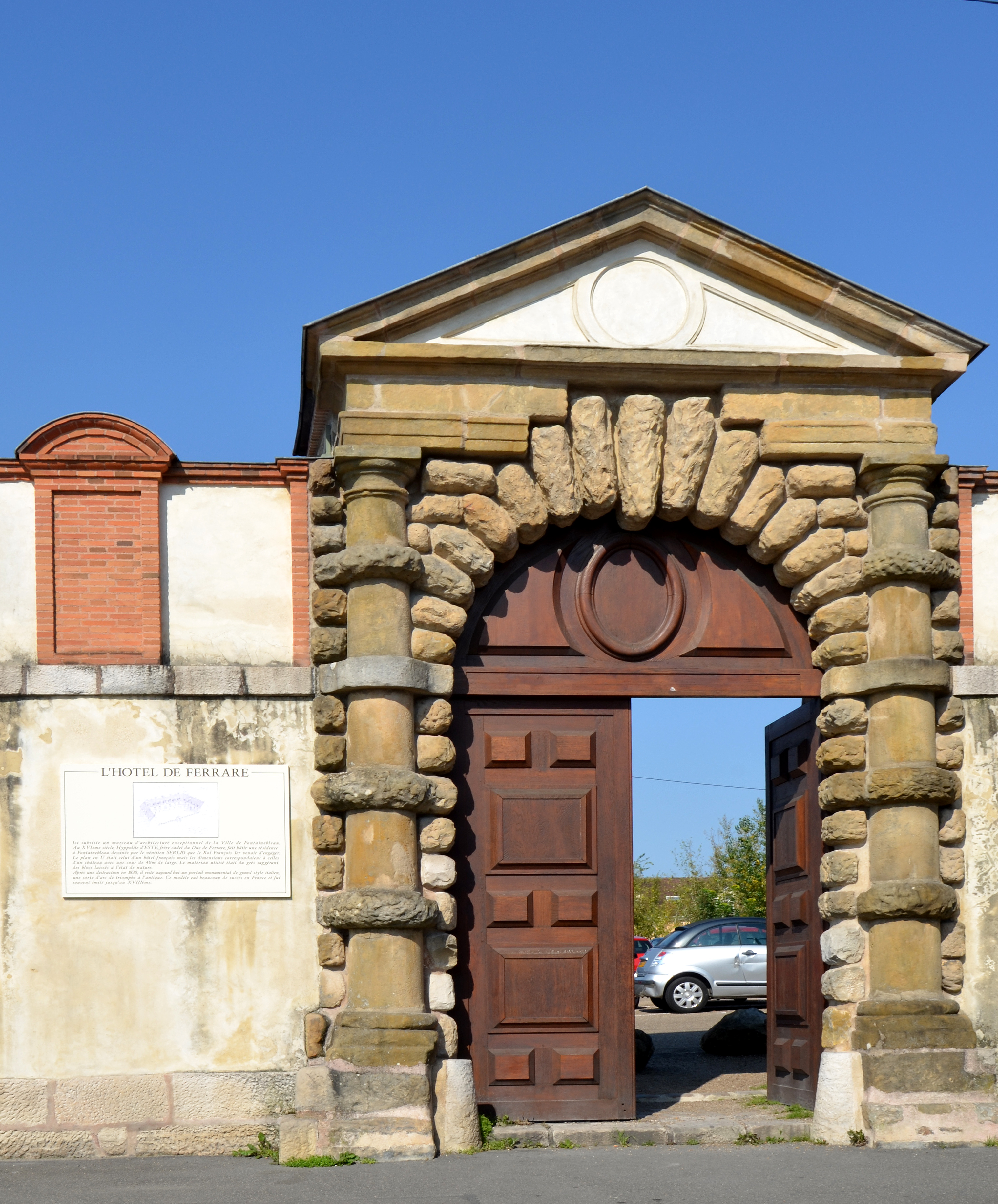
Портал «отеля» в Фонтенбло
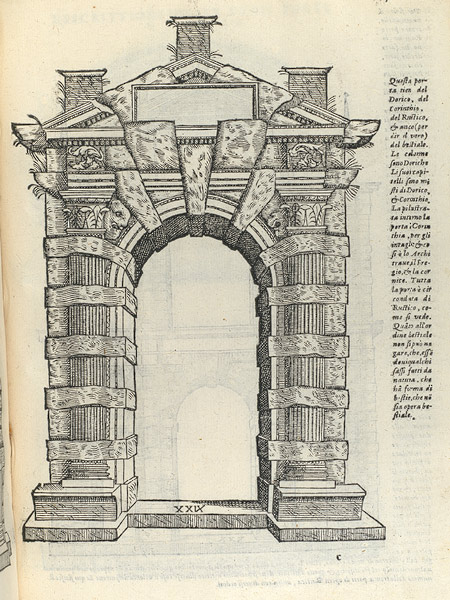
Портал в «сельском стиле». Taблица XXIX из «Экстраординарной книги». 1551
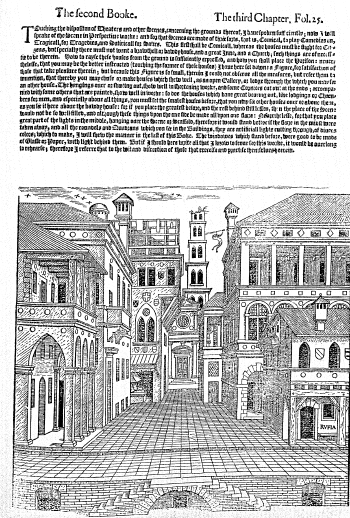
«Комическая сцена» по трактату Витрувия. Гравюра на дереве. Вторая книга по архитектуре. Париж, 1545
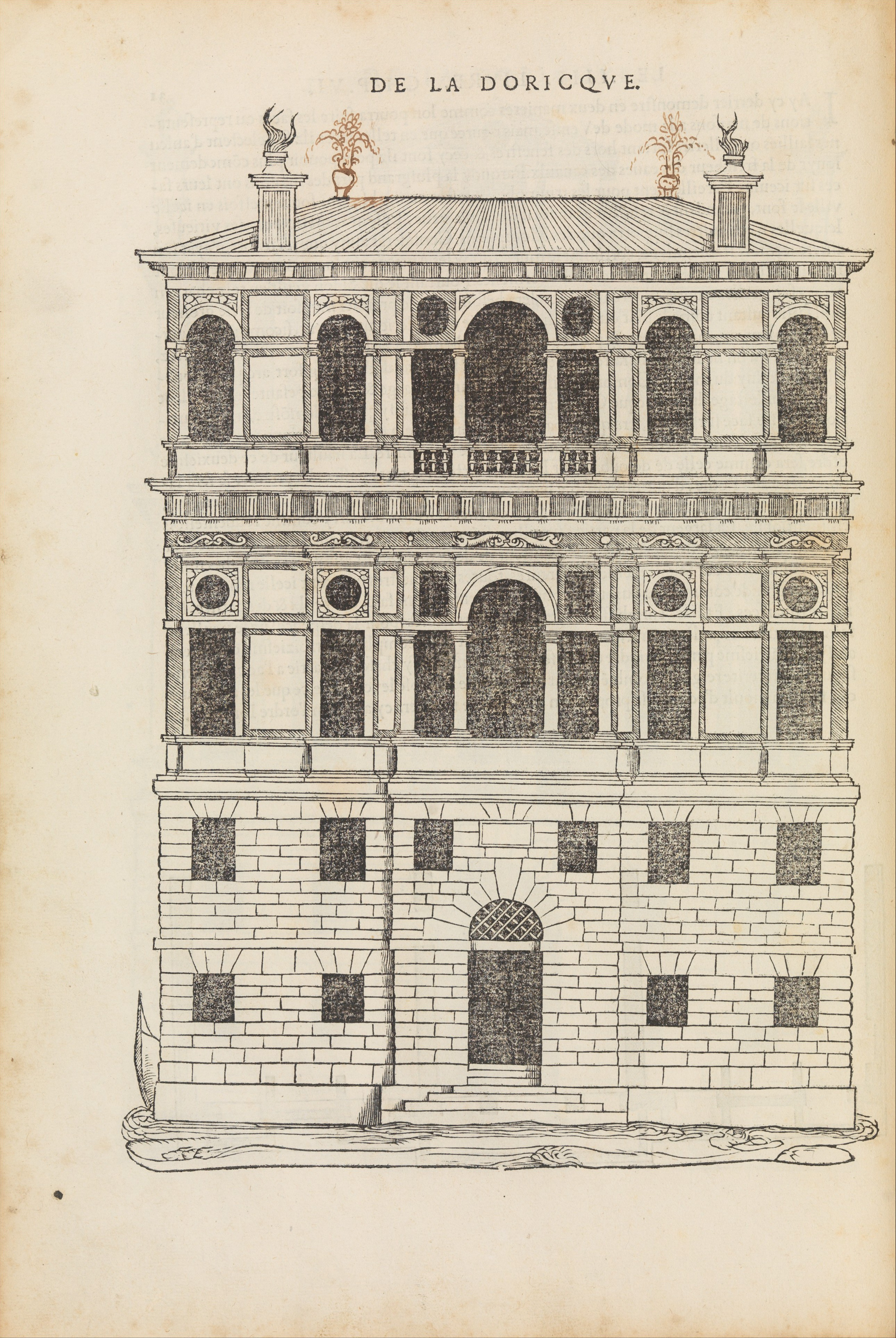
Гравюра из четвёртой книги «Общие правила архитектуры». 1537. В центре фасада трёхчастное «окно-серлиана»